# Richard Bandler

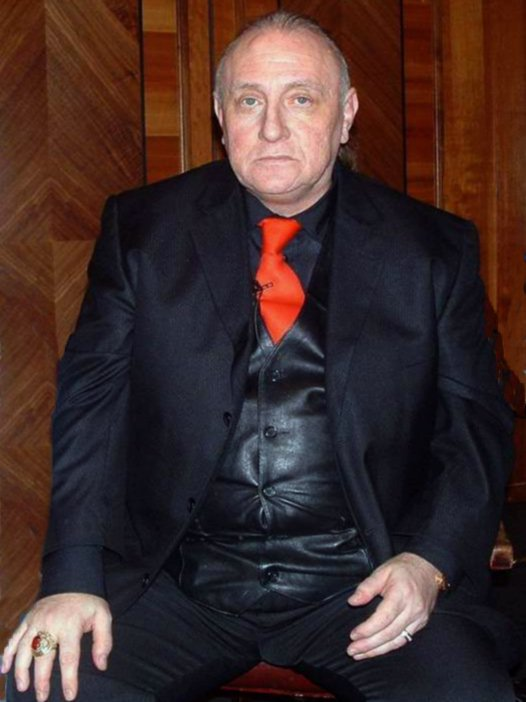
Richard Bandler tijdens een NLP seminar in London, sept 2007.

Richard Wayne Bandler (New Jersey, VS 24 februari, 1950) is een Amerikaanse schrijver en onderzoeker die samen met John Grinder de therapievorm Neuro-Linguïstisch Programmeren (NLP) ontwikkelde.

## Levensloop
Bandler groeide op in Sunnyvale, Californië, in wat nu Silicon Valley is. Hij begon zijn studie met wiskunde behaalde uiteindelijk zijn bachelorsgraad filosofie en psychologie (1973) aan de Universiteit van Californië, Santa Cruz (UCSC) en zijn master (1975) in psychologie aan het Lone Mountain College in San Francisco.
In 1972 werd hij uitgenodigd door Bob Spitzer, eigenaar van Science and Behavior Books, mee te helpen het boek The Gestalt Approach van de grondlegger van de gestalttherapie, Fritz Perls, te bewerken. Ook woonde hij trainingen bij van Virginia Satir, een befaamde gezinstherapeute. Hierbij leerde hij de professor in de linguïstiek John Grinder kennen, die hem begeleidde bij het geven van workshops gestalttherapie aan de UCSC.
Bandler en Grinder kozen mensen uit als model die in hun vakgebied een voorbeeld waren, om uit te vinden wat zij anders deden dan anderen. Deze methode noemde hij modelleren. Tot de gemodelleerde personen behoorden Fritz Perls (Hij was een paar jaar ervoor overleden en daardoor gebeurde dat onder andere op basis van filmmateriaal), Virginia Satir (een befaamde gezinstherapeut bij wie hij trainingen volgde), Gregory Bateson (een bekende antropoloog), Milton H. Erickson (hypnotherapeut en psychiater), Moshe Feldenkrais (fysicus en neurofysioloog) en Linus Pauling (scheikundige). Later modelleerde hij op reizen naar India, Afrika en Mexico ook yogi's en sjamanen en ontwikkelde verdere ontwikkelingsmodellen zoals Design Human Engineering, Shamanistic Engineering en Neuro Hypnotic Repatterning.

## Rechtsgang
In 1980 scheidden Richard Bandler en zijn vrouw Leslie Cameron-Bandler.
In 1986 werd hij in Santa Cruz vrijgesproken in een rechtszaak van twintig minuten waarin hij terechtstond voor moord in de eerste graad op Corine Christensen.
Aan het eind van de jaren tachtig kwam er een abrupt einde aan de samenwerking met Grinder – terwijl ze tot dan samen lesgaven, trainden en samen boeken schreven. In juli van 1996 maakte Bandler de rechtsgang tegen Grinder en nog eens in januari 1997 en een groot aantal andere prominente leden van de NLP-gemeenschap, inclusief Carmen Bostic-St. Clair en Steve en Connirae Andreas. Bandler claimde overtreding van het handelsmerk en intellectueel eigendom van NLP en contractbreuk door Grinder.
Daarbovenop claimde hij met terugwerkende kracht het alleenrecht op het eigendom van NLP tegen nog eens 200 anderen. Tegen het eind van 2000 kwam er weer toenadering tussen Bandler en Grinder en bereikten de beide partijen een overeenkomst waarin zij stelden dat zij beide samen de oprichters waren van NLP.

## Bijdragen aan NLP
Richard Bandler bedacht de term 'Neuro-Linguïstisch Programmeren' en noemde het zijn levenswerk. Hij is de ontwikkelaar van veel belangrijkste ideeën die tot de NLP worden gerekend. Tot de ideeën die Bandler (mede) ontwikkelde behoren het Swish-pattern, het Metamodel, het Miltonmodel, The Belief Change, Ankeren, Oogbewegingen, Genestelde Lussen, Chaining States en Toepassingen en Tijdlijnen van Geavanceerde Submodaliteiten. {aanvulling gevraagd}
Richard Bandler werkte bij de ontwikkeling van de Submodaliteiten veel samen met Todd Epstein, bijvoorbeeld met de waarnemende eigenschappen die geregistreerd worden door elk van de vijf primaire zintuiglijke modaliteiten.
Richard Bandler heeft in de jaren negentig NLP verbeterd door nieuwe methodes te ontwikkelen zoals Design Human Engineering (DHE) en Neuro-Hypnotic Repatterning (NHR).